# Chad Trujillo
Chadwick Aaron Trujillo (nar. 22. listopadu 1973), známý spíše jako Chad Trujillo, je americký astronom, spoluobjevitel trpasličí planety Eris.
Trujillo se specializuje na zkoumání oblasti Sluneční soustavy za oběžnou drahou Neptunu a prozkoumal oběžné dráhy mnoha transneptunických těles. V srpnu 2005 byl zveřejněn objev trpasličí planety Eris, na němž se podílel spolu s Michaelem Brownem a Davidem Rabinowitzem. Jednalo se o první objevené transneptunické těleso hmotnější než Pluto.

## Začátek kariéry
Trujillo navštěvoval Oak Park and River Forest High School v Oak Park ve státě Illinois. Roku 1995 získal titul bakaláře v oboru fyziky na Massachusettském technologickém institutu, roku 2000 získal za svou práci na poli astronomie Ph.D. na Havajské univerzitě.
Později získal místo postdoktoranda na California Institute of Technology. Od roku 2003 pracuje na Gemini Observatory na Havaji, kde se věnuje studiu Kuiperova pásu a vnějších částí Sluneční soustavy.

## Objevy
Trujillo objevil několik transneptunických těles. Jedno z nich, Eris, bylo zpočátku mnohými, včetně jeho, považováno za desátou planetu, ale Mezinárodní astronomická unie jí přiřadila nový status trpasličí planety.
Mezi jeho objevy patří:
- Quaoar (spolu s Brownem)
- Sedna (s Brownem a Rabinowitzem) – je možné, že se jedná o první známé těleso vnitřního Oortova oblaku.
- Orcus (s Brownem a Rabinowitzem)
- Eris (s Brownem a Rabinowitzem) – první objevené transneptunické těleso hmotnější než Pluto.